# Oční optika
Oční optika je běžný komerční název pro maloobchodní prodejny brýlí a dalších optických pomůcek a přístrojů vztahujících se k fungování lidského zraku. Obvykle se ale také jedná o jeden typ výdejny prostředků zdravotní techniky (PZT) vztahujících se k chorobám zraku a k medicínskému oboru oftalmologie. Kvalitní oční optiky také většinou nabízejí i základní odborné služby v oboru optometrie.
Z podnikatelského hlediska se zpravidla jedná jak o běžný maloobchodní prodej (volný pultový obchod) tak i o podnikání podle zvláštních přepisů, které se vztahují na provoz obdobných zdravotnických zařízení jako je např. lékárna či jiná výdejna prostředků zdravotní techniky.
Těmto požadavkům musí vyhovět i personál oční optiky, který by měl mít vždy patřičné odborné vzdělání a praxi.

## Historie

### Československo
V roce 1960, v době vzniku Československé socialistické republiky, ve které bylo nově deset krajů, zůstalo po reorganizaci deset krajských správ lékáren a tím i deset provozních oddělení oční optiky. Oční optiky byly osm let součástí krajských správ lékáren, a to jak v Čechách, tak na Slovensku. Toto období bylo pro rozvoj oboru velmi obtížné, obor trpěl nedostatkem financí. Zaostával rozvoj optické sítě, nebudovaly se nové oční optiky, optici nedostávali žádné nové strojové vybavení. Platy byly velmi nízké a obor trpěl nedostatkem pracovníků, očních optiků.[zdroj⁠?!]
V roce 1965 přišlo znovuobnovení národního podniku Oční Optika. Byl převzat systém krajských správ, bývalí vedoucí krajští oční optici – zaměstnanci v lékárenských službách – byli převzati spolu s provozovnami očních optik. Díky novému národnímu podniku Oční Optika se většině očních optiků dostalo možnosti začít budovat obor a zvyšovat jeho úroveň. Cílem bylo vybudovat systém obdobný systému německému.
V praxi to znamenalo, že zákazníkovi byla v optice očním optikem provedena refrakce pomocí moderních vyšetřovacích přístrojů, na základě zkušeností optika doporučena a vybrána obruba a následně zhotoveny brýle. Bylo tedy potřeba vybavit postupně všechny oční optiky vyšetřovacími přístroji, stroji a náčiním pro výrobu samotných brýlí.
Socialistický národní podnik Oční Optika měl po celé Československé republice v 70. letech přibližně 700 optik.

### Svět

#### Starověk

##### Starověký Řím
První písemný důkaz o potřebě oční korekční pomůcky pochází z období kolem roku 100 př. n. l. na území tehdejší Římské republiky. Konkrétně se jedná o list napsaný významným Římanem, ve které si stěžoval na frustraci a beznaděj způsobené zhoršením zraku plynoucím z jeho pokročilého věku. Podle jeho slov sepsaných v listu se mu zrak natolik zhoršil, že musel být plně závislý na svých otrocích, což bylo také podle jeho slov nepřijatelné pro muže s jeho sociálním postavením.
Korekční oční pomůckou ve starověkém Římě bývala nejčastěji koule naplněná vodou, která poskytovala zvětšení na krátkou vzdálenost a řešila tak problém s dalekozrakostí. Užití takovéto skleněné koule jako oční pomůcky se datuje od roku 4 př. n. l. Zajímavostí je, že podobnou skleněnou kouli užíval také Seneca při čtení knih a dalších textů.

#### Středověk

##### Evropa a Střední východ
První člověkem, který si uvědomil skutečnost, že by hladké skleněné čočky mohly pomoci lidem se zrakovými problémy, byl arabský astronom, matematik a vědec Alhazen. K tomuto názoru došel v rozmezí let 965 až 1040. Tuto myšlenku dále rozvedl ve své knize Kniha optiky, která byla roku 1240 přeložena do latiny. Díky latinskému překladu knihy se jí dostalo velké pozornosti především ze strany klášterních komunit na celém území Evropy.
V průběhu 13. století italští mniši inspirovaní knihou Kniha optiky zkonstruovali takzvaný čtecí kámen, jednalo se o polokulatou čočku vyrobenou z křišťálu a křemene. V tomto období se začíná objevovat termín brýle v němčině die Brille, který je odvozen od slova beryll, což je označení pro vyhlazený křišťál.